# Taekwondo ai XVII Giochi paralimpici estivi
Le gare di taekwondo ai XVII Giochi paralimpici estivi si sono svolte dal 29 al 31 agosto 2024 presso il Grand Palais. Si è trattato della seconda apparizione del taekwondo tra le discipline dei giochi paralimpici.

## Formato
Si sono disputate cinque competizioni maschili e cinque femminili, suddivise in base al peso dei partecipanti e articolate in una sola fase a eliminazione diretta (comprensive di ottavi, quarti di finale e semifinali) effettuate nell'arco di una giornata. Si sono poi disputate due finali per le medaglie di bronzo, ciascuna delle quali vedeva in competizione gli atleti sconfitti in semifinale contro il vincitore di una serie di ripescaggi.

## Classificazione
Il taekwondo paralimpico è suddiviso in due discipline: Kyorugi e Poomsae ma, come nella precedente edizione, sarà disputata solo la prima e parteciperanno atleti con disabilità fisiche appartenenti alle seguenti due classi:
- K43: persone con disabilità su entrambe le braccia al di sotto dell'articolazione del gomito;
- K44: persone con disabilità su un intero braccio o alle dita dei piedi (che influisce sul sollevamento del tallone)[3].

Le gare previste non saranno ulteriormente suddivise secondo la classificazione dei giocatori (come in altri sport dei Giochi) pertanto nella classe K44 parteciperanno anche atleti appartenenti alla K43.

## Calendario
| Taekwondo ai XVI Giochi paralimpici estivi | Taekwondo ai XVI Giochi paralimpici estivi | Taekwondo ai XVI Giochi paralimpici estivi | Taekwondo ai XVI Giochi paralimpici estivi | Taekwondo ai XVI Giochi paralimpici estivi | Taekwondo ai XVI Giochi paralimpici estivi | Taekwondo ai XVI Giochi paralimpici estivi |
| Evento                                     | Data                                       | Data                                       | Data                                       | Data                                       | Data                                       | Data                                       |
| Evento                                     | Gio 29                                     | Gio 29                                     | Ven 30                                     | Ven 30                                     | Sab 31                                     | Sab 31                                     |
| ------------------------------------------ | ------------------------------------------ | ------------------------------------------ | ------------------------------------------ | ------------------------------------------ | ------------------------------------------ | ------------------------------------------ |
| Uomini                                     | 58 kg                                      | 58 kg                                      | 63 kg                                      | 70 kg                                      | 80 kg                                      | +80 kg                                     |
| Donne                                      | 47 kg                                      | 52 kg                                      | 57 kg                                      | 65 kg                                      | +65 kg                                     | +65 kg                                     |

|  | Finale medaglia d'oro |

## Podi

### Uomini
| Evento | Oro                 | Argento             | Bronzo                                  | Bronzo |
| ------ | ------------------- | ------------------- | --------------------------------------- | ------ |
| 58 kg  | Asaf Yasur          | Ali Can Özcan       | Sabir Zeynalov Xiao Xiang-wen           |        |
| 63 kg  | Mahmut Bozteke      | Bolor-Erdene Ganbat | Antonino Bossolo Ayoub Adouich          |        |
| 70 kg  | Imamaddin Khalilov  | Fatih Çelik         | Juan Diego Garcia Juan Eduardo Samorano |        |
| 80 kg  | Asadbek Toshtemirov | Luis Mario Nájera   | Alireza Bakht Joo Jeong-hun             |        |
| +80 kg | Matt Bush           | Aliaskhab Ramazanov | Evan Medell Hamed Haghshenas            |        |

### Donne
| Evento | Oro                | Argento            | Bronzo                                 | Bronzo |
| ------ | ------------------ | ------------------ | -------------------------------------- | ------ |
| 47 kg  | Leonor Espinoza    | Ziyodakhon Isakova | Khwansuda Phuangkitcha Zakia Khudadadi |        |
| 52 kg  | Surenjav Ulambayar | Zahra Rahimi       | Ana Japaridze Meryem Betül Çavdar      |        |
| 57 kg  | Li Yujie           | Gamze Gürdal       | Palesha Goverdhan Silvana Fernandes    |        |
| 65 kg  | Ana Carolina Silva | Djelika Diallo     | Lisa Gjessing Christina Gkentzou       |        |
| +65 kg | Amy Truesdale      | Guljonoy Naimova   | Eleni Papastamatopoulou Rajae Akermach |        |

## Medagliere
| Pos.   | Paese                        | Oro | Argento | Bronzo | Totale |
| ------ | ---------------------------- | --- | ------- | ------ | ------ |
| 1      | Regno Unito                  | 2   | 0       | 0      | 2      |
| 2      | Turchia                      | 1   | 3       | 1      | 5      |
| 3      | Uzbekistan                   | 1   | 2       | 0      | 0      |
| 4      | Mongolia                     | 1   | 1       | 0      | 2      |
| 5      | Azerbaigian                  | 1   | 0       | 1      | 2      |
| 5      | Brasile                      | 1   | 0       | 1      | 2      |
| 7      | Cina                         | 1   | 0       | 0      | 1      |
| 7      | Israele                      | 1   | 0       | 0      | 1      |
| 7      | Perù                         | 1   | 0       | 0      | 1      |
| 10     | Iran                         | 0   | 1       | 2      | 3      |
| 11     | Messico                      | 0   | 1       | 1      | 2      |
| 12     | Francia                      | 0   | 1       | 0      | 1      |
| -      | Atleti Paralimpici Neutrali  | 0   | 1       | 0      | 1      |
| 13     | Marocco                      | 0   | 0       | 2      | 2      |
| 14     | Argentina                    | 0   | 0       | 1      | 1      |
| 14     | Taipei cinese                | 0   | 0       | 1      | 1      |
| 14     | Danimarca                    | 0   | 0       | 1      | 1      |
| 14     | Georgia                      | 0   | 0       | 1      | 1      |
| 14     | Grecia                       | 0   | 0       | 1      | 1      |
| 14     | Italia                       | 0   | 0       | 1      | 1      |
| 14     | Nepal                        | 0   | 0       | 1      | 1      |
| 14     | Atleti Paralimpici Rifugiati | 0   | 0       | 1      | 1      |
| 14     | Corea del Sud                | 0   | 0       | 1      | 1      |
| 14     | Thailandia                   | 0   | 0       | 1      | 1      |
| 14     | Stati Uniti                  | 0   | 0       | 1      | 1      |
| Totale | Totale                       | 10  | 10      | 19     | 39     |